# Bolszyje Koty
Bolszyje Koty (ros. Большие коты) – wieś położona w obwodzie irkuckim w Rosji, na zachodnim brzegu jeziora Bajkał. 
Miejscowość ma charakter rybacki i letniskowy. Położona jest ok. 20 km od Listwianki i 54 km od Bolszoje Gołoustnoje.
W osadzie zlokalizowane jest Muzeum Przyrodnicze, którego założycielem był prof. M. M. Kożow (obrońca przyrody Bajkału). Można w nim zobaczyć w nim m.in. obszerną kolekcję owadów. 
We wsi znajduje się także stacja naukowo-dydaktyczna Uniwersytetu Irkuckiego.
Nieopodal wsi zlokalizowane są pozostałości po kopalni złota, resztki drewnianych urządzeń do płukania złota ze żwirów przepływającej przez wieś rzeki Bolszaja Katinka, oraz hałdy przepłukanego żwiru.
Miejscowość otoczona jest wzgórzami. W jej pobliżu znajduje się m.in. góra Skripier zbudowana ze zlepieńców jurajskich, w której na wysokości ok. 200 m mieści się wejście do jaskini. W jaskini znaleziono m.in.:
- kamienną i żelazną broń myśliwską;
- części glinianych naczyń z ornamentami i symbolami starotureckimi.

Kilkanaście kilometrów od osady znajduje się cypel Soboli oraz wąwóz Bolszaja Kadilnaja w okolicy którego zlokalizowana jest strażnica Nadbajkalskiego Parku Narodowego.

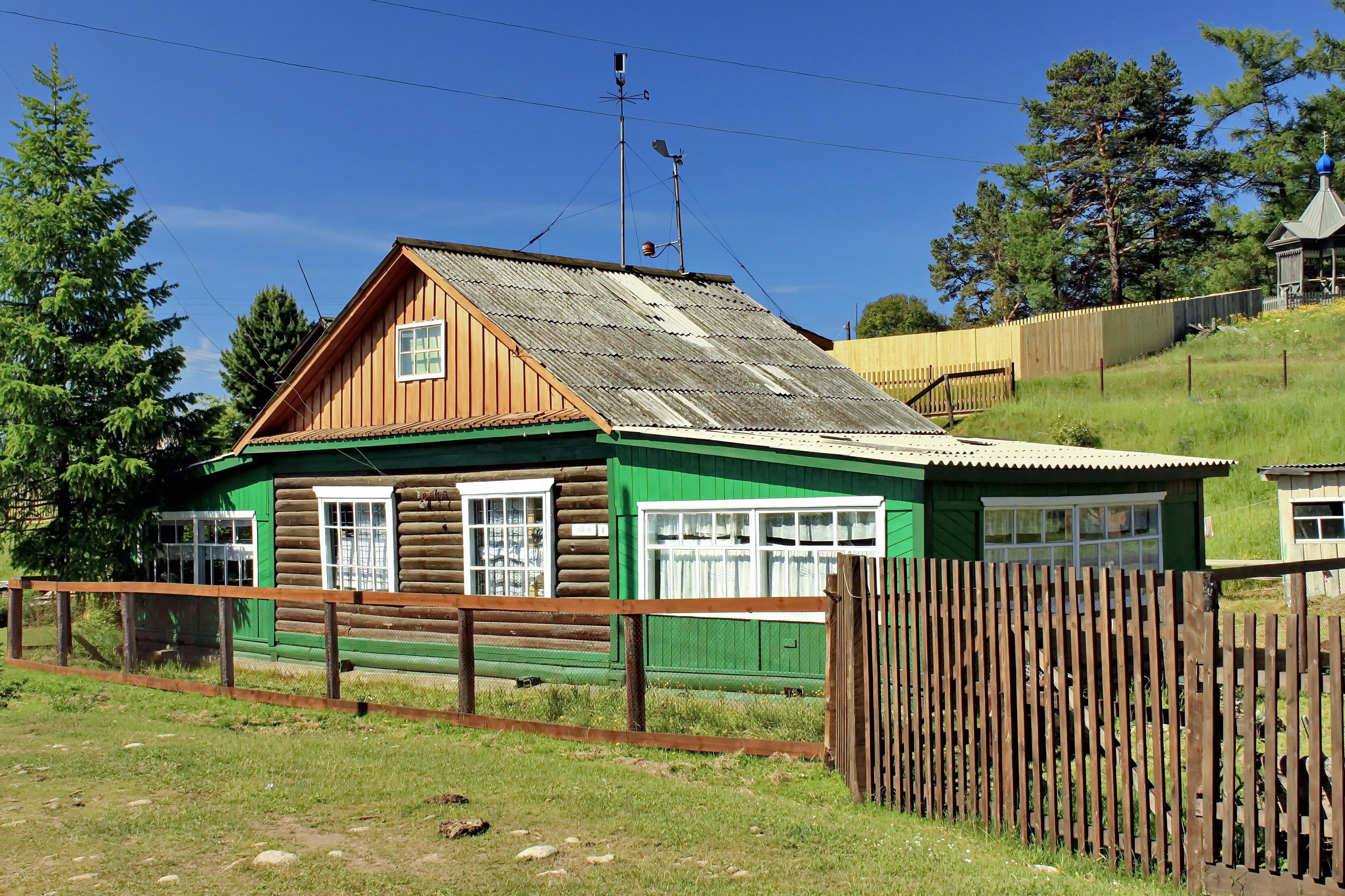
Drewniany dom w Bolszych Kotach
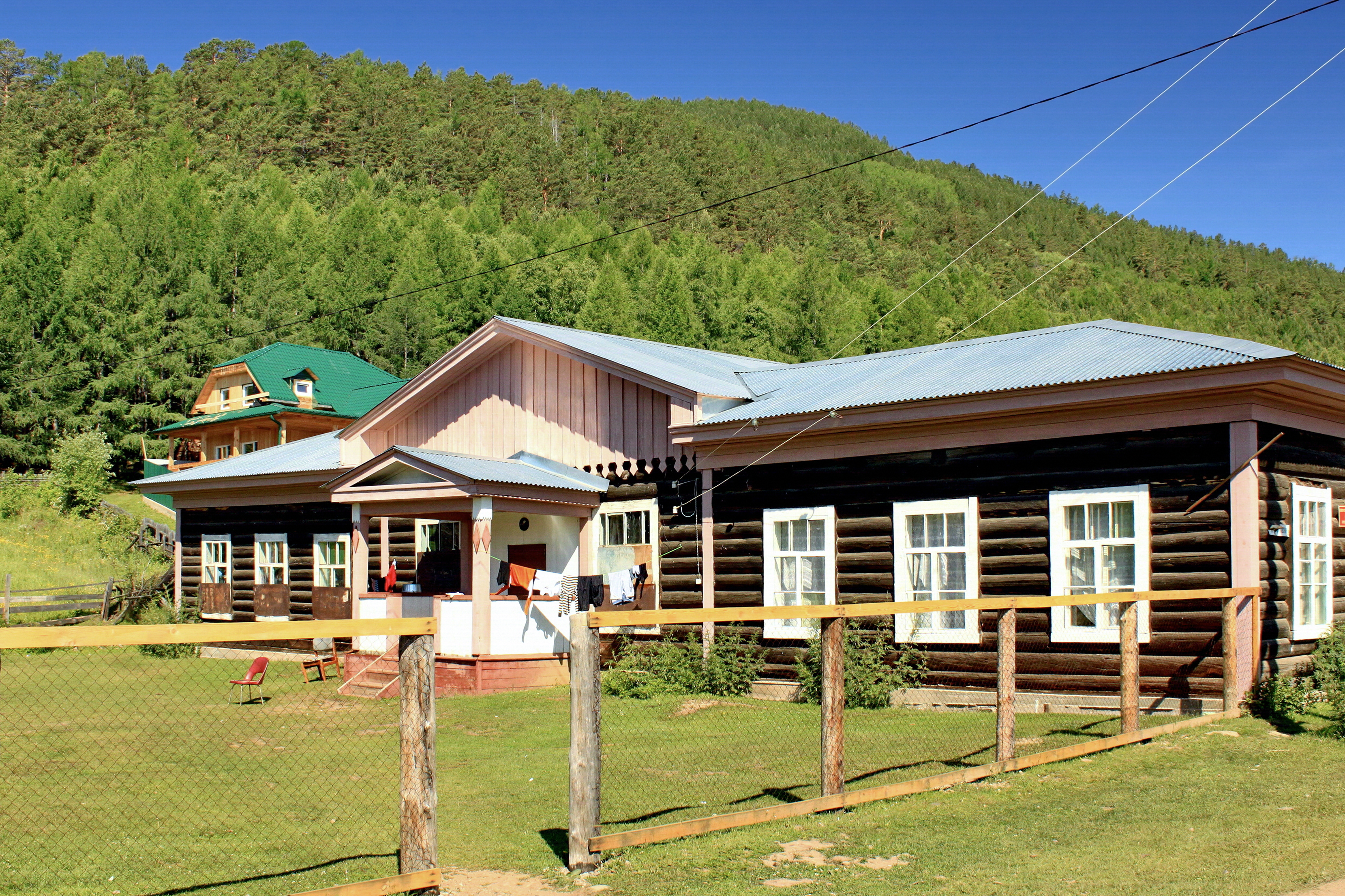
Drewniany dom w Bolszych Kotach
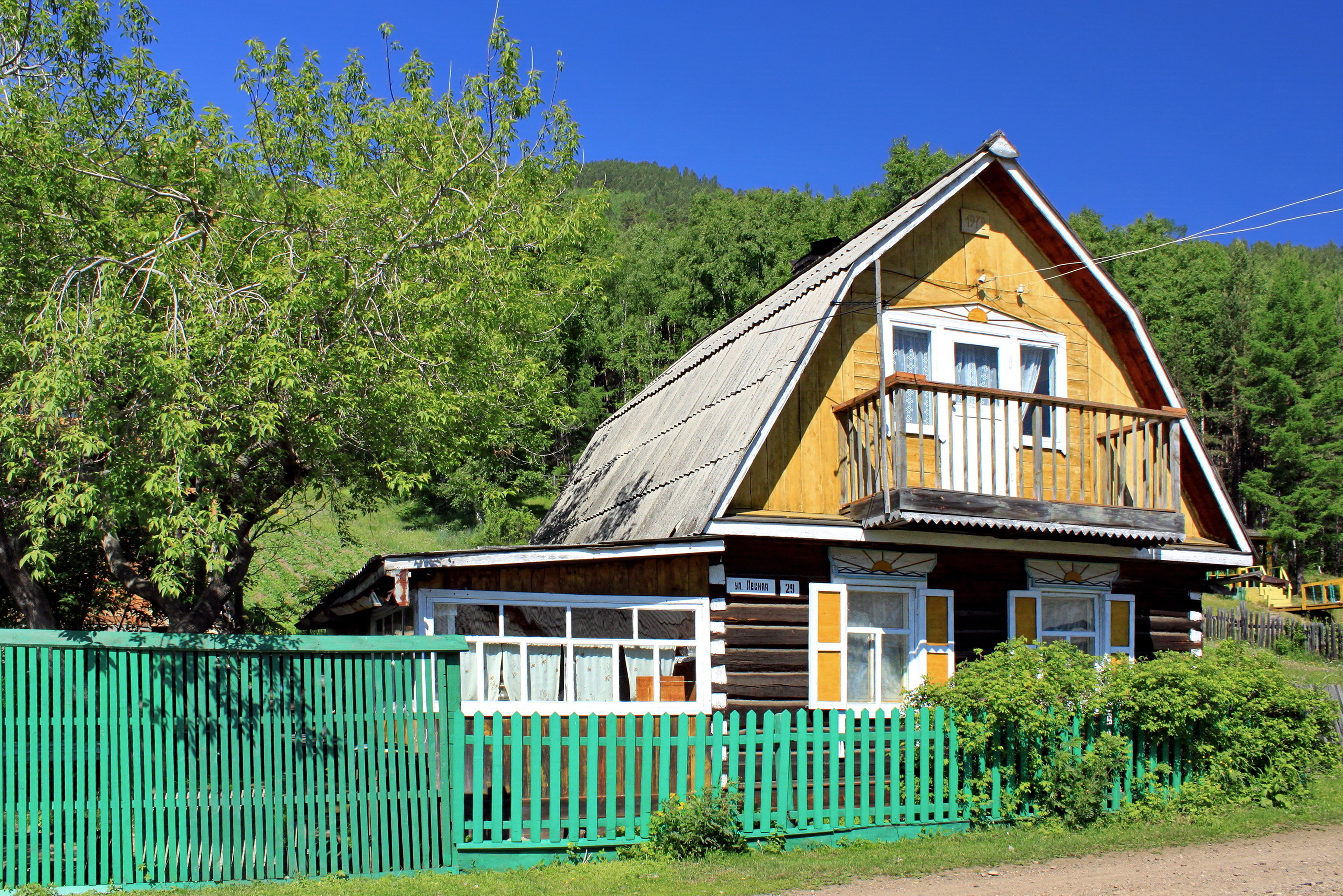
Drewniany dom w Bolszych Kotach
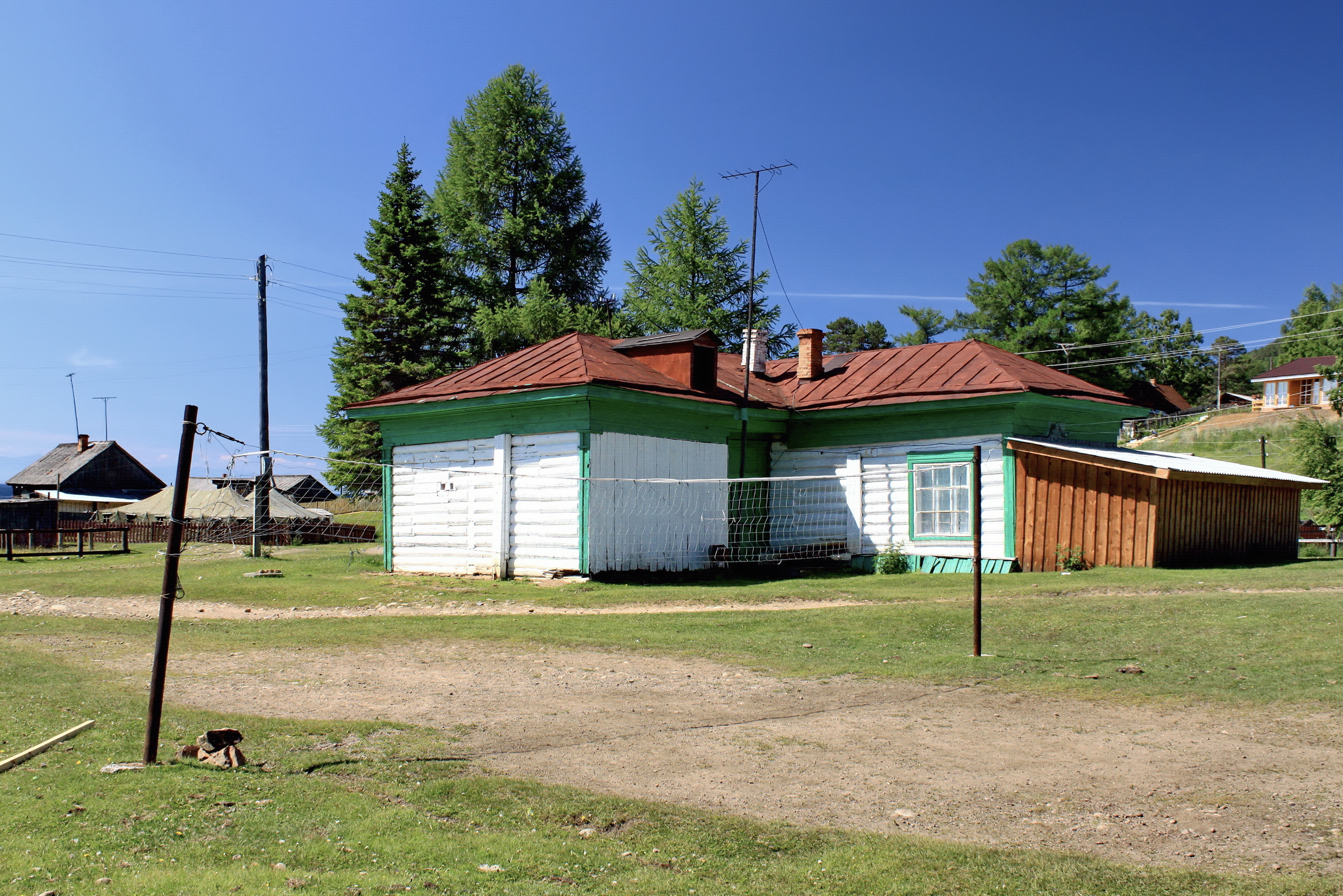
Drewniany dom w Bolszych Kotach
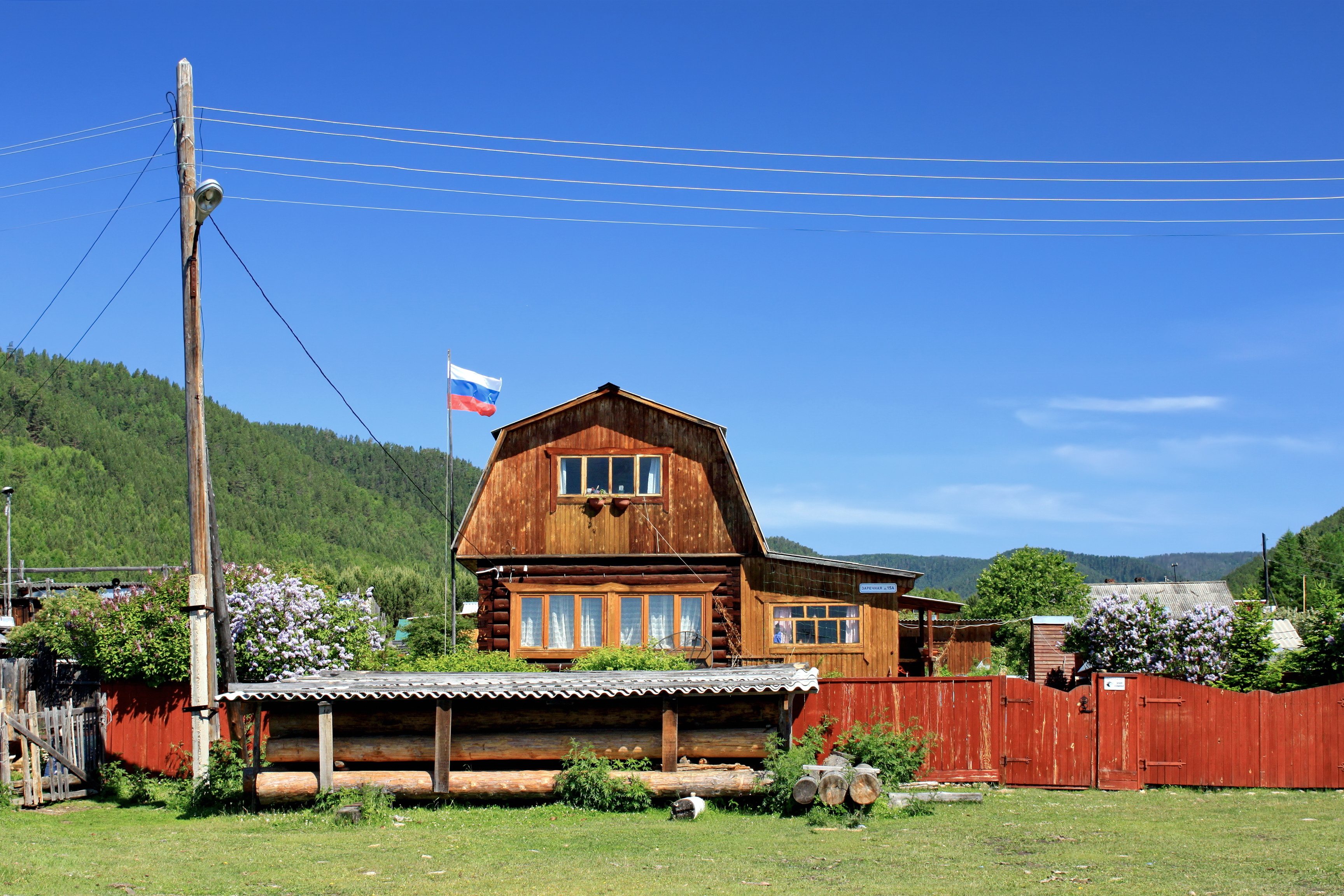
Drewniany dom w Bolszych Kotach
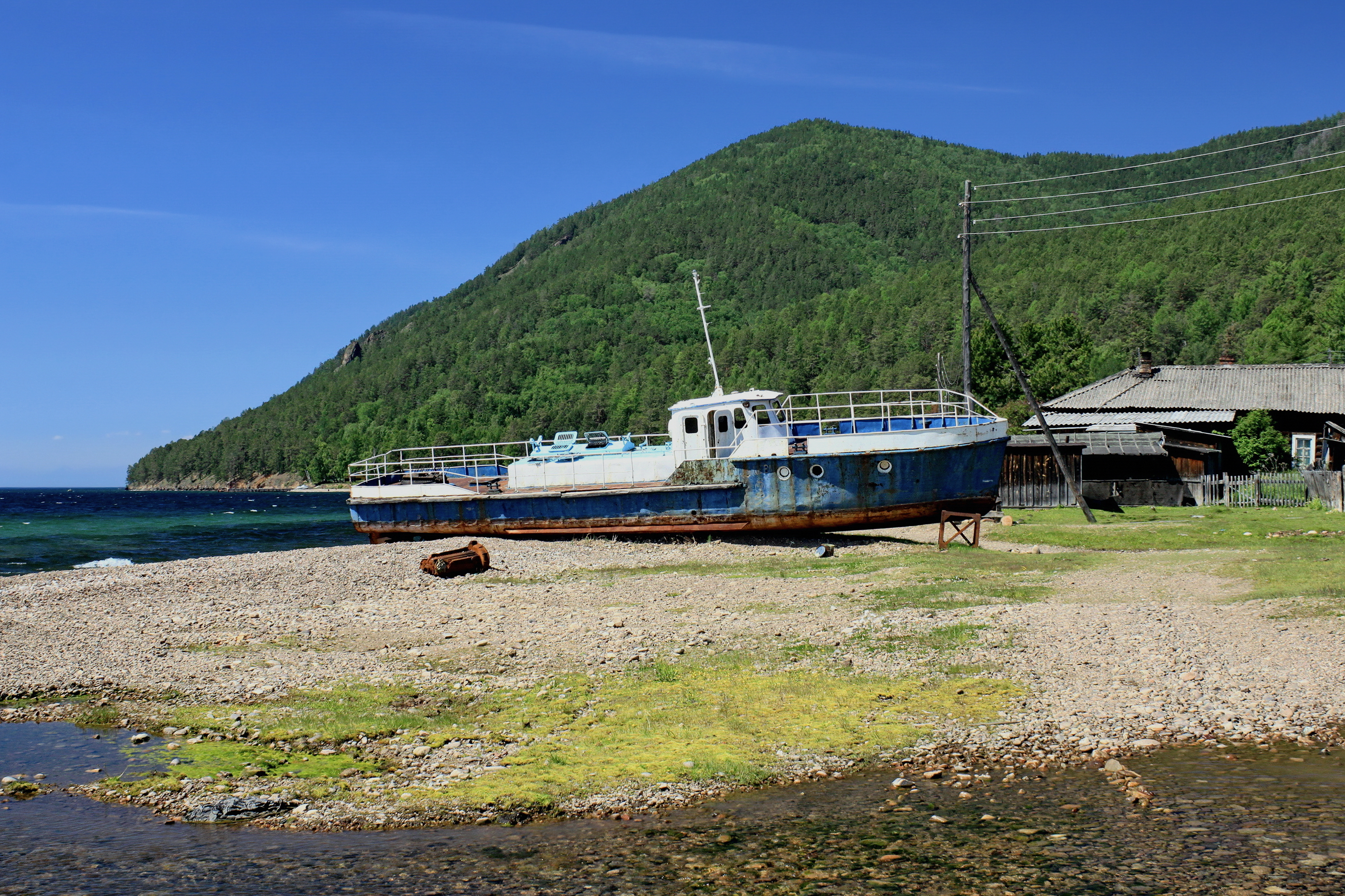
Statek na brzegu jeziora Bajkał w Bolszych Kotach